# Haringvlietdam

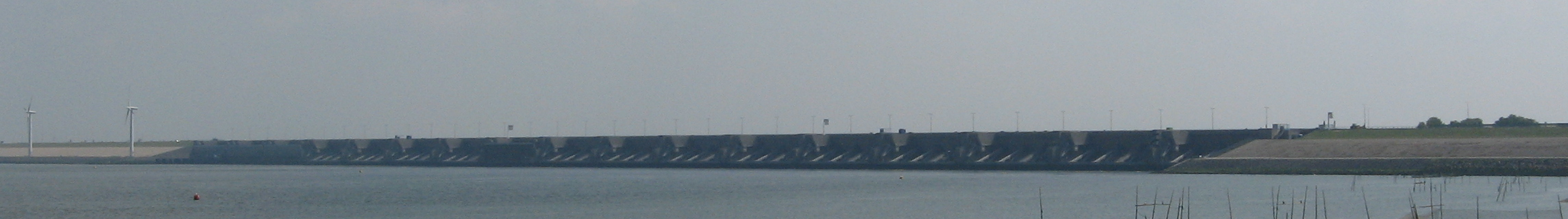
Panorama Haringvlietdam, aufgenommen 2007

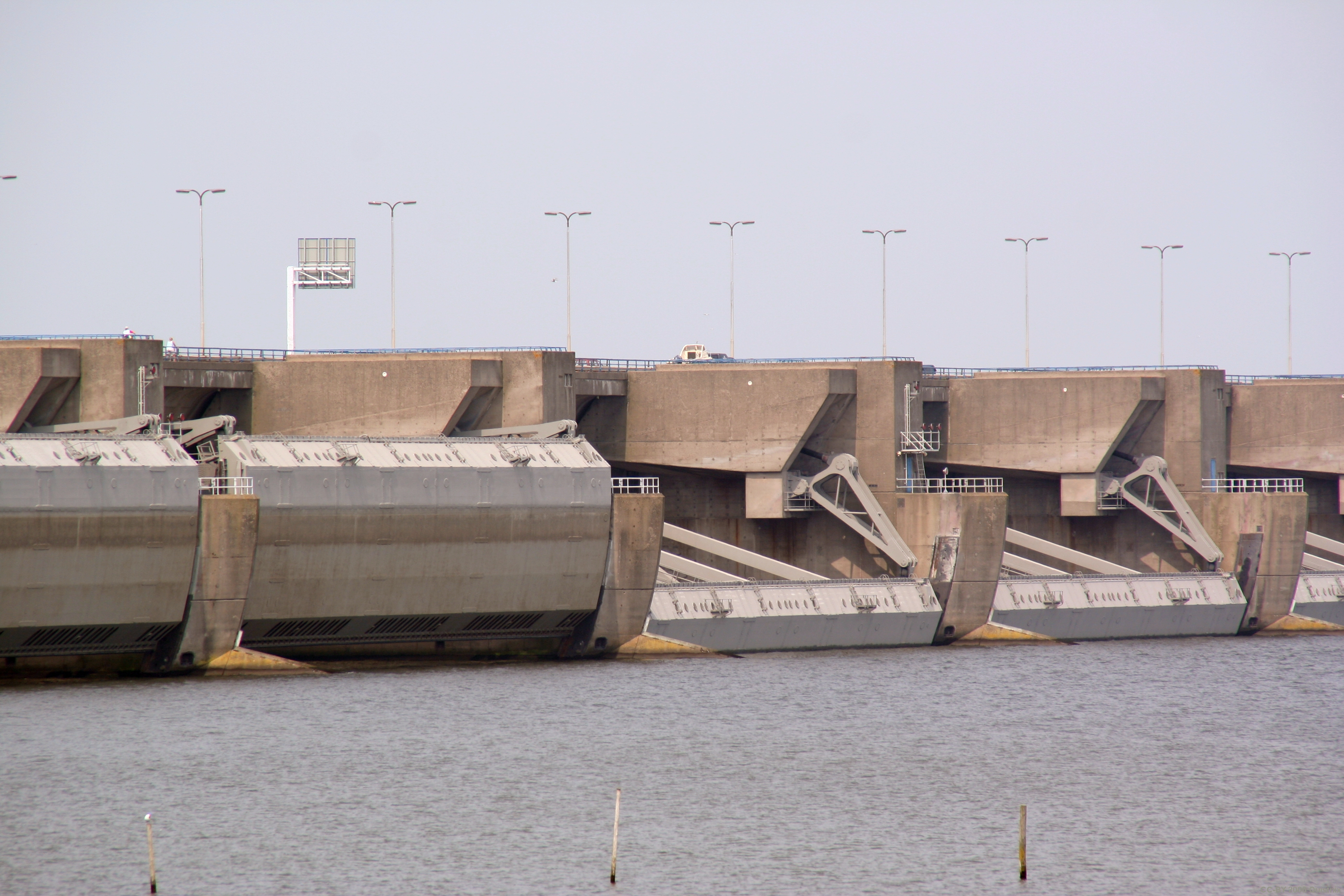
Geöffnete und geschlossene Hubtore des Haringvlietdams.

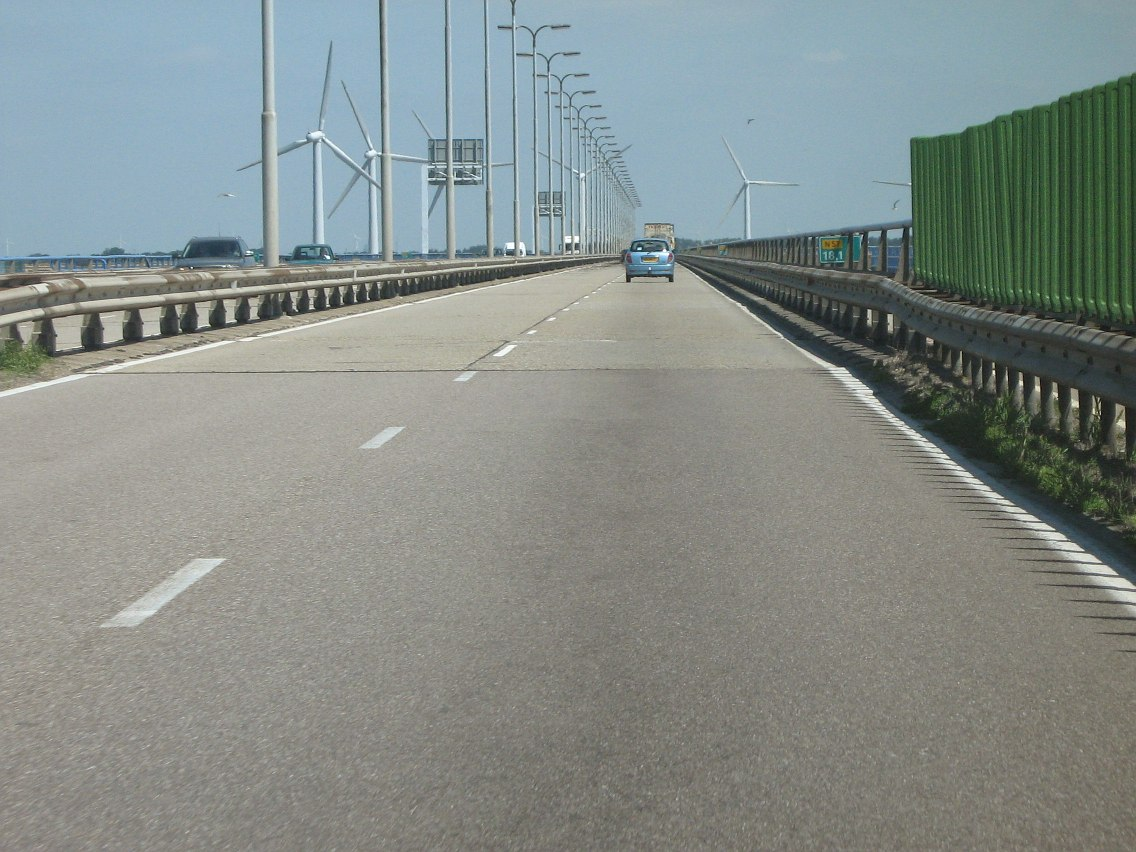
Autostraße über den Haringvlietdam

Der Haringvlietdamm ist das sechste Bauwerk der niederländischen Deltawerke. Er schließt mit einer Reihe großer Siele das Haringvliet, ein Ästuar des Rheins, ab und liegt zwischen Voorne-Putten im Norden und Goeree-Overflakkee im Süden.

## Daten zum Damm
Der breiteste Mündungsarm des Rheins, die Nieuwe Merwede, und die Maas erreichen nach ihrem Zusammenfluss über das Haringvliet die Nordsee. Den Kern des Haringvlietdamms bildet Europas größtes Tidesperrwerk, auf Niederländisch de „Haringvlietsluizen“ genannt. Mit dem Südufer ist er durch eine künstliche Insel verbunden, deren Verbindung mit dem Deich der Insel Goeree-Overflakkee von einem Schifffahrtskanal mit Schleuse durchschnitten wird. Die Verbindung zur Insel Voorne-Putten im Norden bildet ein geschütteter Damm. 
Das Tidesperrwerk besteht aus 17 je 62 Meter breiten Durchlässen. Im Unterschied zu einem klassischen Siel wird bei Flut in geringem, genau kontrolliertem Umfang Salzwasser aus der Nordsee eingelassen. Auch der Abfluss von Flusswasser in die Nordsee bei Ebbe wird dosiert. Liegt die Wasserführung des Rheins beim Eintritt in die Niederlande (Pegel Lobith) unter 1100 m³/s, bleiben die Hubtore geschlossen, damit dann das vereinte Wasser von Nieuwe Merwede und Maas über die Wasserwege Dordtsche Kil und Noord, sowie das Spui, den Nieuwe Waterweg durch Rotterdam erreicht und hier für ausreichend Wasser sorgt. Wenn bei Lobith mehr als 9000 m³/s anströmen, werden die Tore ganz geöffnet, und der weitaus größte Teil des Abflusses aus dem Flusssystem des Rheins erreicht durch die Toröffnungen des Haringvlietdamms das Meer. Jährlich gelangen so rund 30 Milliarden Kubikmeter Flusswasser in die Nordsee, was einem mittleren Durchfluss (MQ) von rund 950 m³/s entspricht.
Der Damm ist 5 Kilometer lang und 56 Meter breit.
Über den Damm führt die vierspurige Autostraße N 57, die als Teil der Dammroute die Provinz Zeeland mit Rotterdam und somit mit der Provinz Südholland verbindet.

## Bauarbeiten
Im November 1958 wurde mit den Bauarbeiten begonnen. Es wurden insgesamt 21.800 Pfähle in den Boden gerammt. Danach wurden ab 1961 die Sperranlagen gebaut. Als diese fast fertig waren, wurde ab 1966 der Damm geschüttet. Dessen Kern bilden 93.000 riesengroße Betonklötze, die man aus einer Seilbahn ins Wasser fallen ließ. 1970 war der Haringvlietdam fertig. Er wurde am 15. November von der niederländischen Königin Juliana eröffnet.